# Perry Grant agente di ferro
Perry Grant agente di ferro è un film italiano di genere thriller d'azione spionistico del 1966 diretto da Luigi Capuano.

## Trama
Un'organizzazione di falsari denominata P.K. agisce a New York con la copertura di una casa di moda. Perry Grant, incaricato di risolvere il caso, spacciandosi per esperto di moda segue il suo proprietario, Roland, a Roma. Durante le indagini conosce e s'innamora di Paola Kuriel, una dipendente della casa di mode. Scopre una zecca clandestina e, dopo aver eliminato i componenti della banda, s'imbatte in un apolide che con i proventi della losca attività ha approntato il piano ambizioso di paralizzare completamente l'attività di un'intera nazione togliendo la corrente grazie a un marchingegno posto in un laboratorio sotto il Colosseo.

## Distribuzione
Il film ottenne il visto di censura n. 47.950 del 14 ottobre 1966 per una lunghezza di 2.684 metri, ed ebbe la prima proiezione il 15 novembre 1966. In Francia venne distribuito con il titolo New York dans les ténèbres. Fu rieditato nell'estate del 1967 con il titolo Perry Grant agente segreto.